# Komatsushima
Komatsushima (japanisch 小松島市, -shi) ist eine Stadt im Osten der Präfektur Tokushima in Japan.

## Geschichte
Komatsushima wurde in der Edo-Zeit zu einer Hafenstadt. Heute ist der Ort ein Zentrum für die Verarbeitung von Zellstoff, Textilien und Fischen.
Am 1. Juni 1951 erhielt Komatsushima Stadtrecht.

## Weblinks

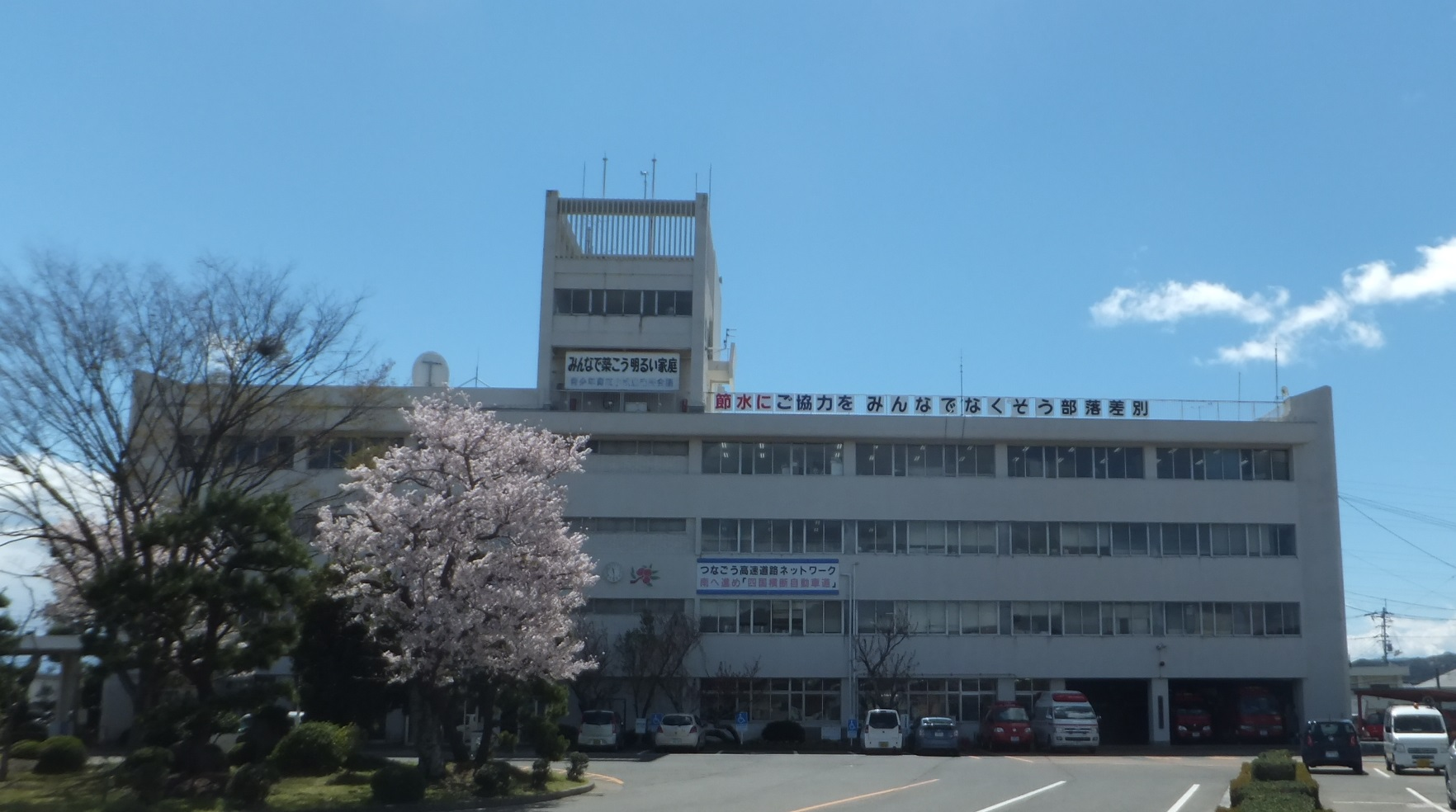
Rathaus von Komatsushima

## Verkehr
- Zug:
  - JR Mugi-Linie
- Straße:
  - Nationalstraße 55,195

## Angrenzende Städte und Gemeinden
- Tokushima
- Anan

## Persönlichkeiten
- Yudai Okuda (* 1997), Fußballspieler